# Brzozowa Gać
Brzozowa Gać is een plaats in het Poolse district  Puławski, woiwodschap Lublin, gelegen tussen Puławy en Lublin aan de rivier de Kurówka. De plaats maakt deel uit van de gemeente Kurów en telt 580 inwoners.
- Oppervlak: 3,7 km²
- Bevolkingsdichtheid: 156/km²

## Geschiedenis
Tijdens de Tweede Wereldoorlog is Brzozowa Gać door een Duitse bomaanval op 9 september 1939 verwoest.